# Maagd van Bethlehem
De Maagd van Bethlehem is een olieverfschilderij op paneel dat wordt toegeschreven aan een navolger van Rogier van der Weyden. 
Het schilderij bevond zich in de Sint-Jozefkerk in San Juan, de hoofdstad van Puerto Rico, totdat het in 1972 werd gestolen. 

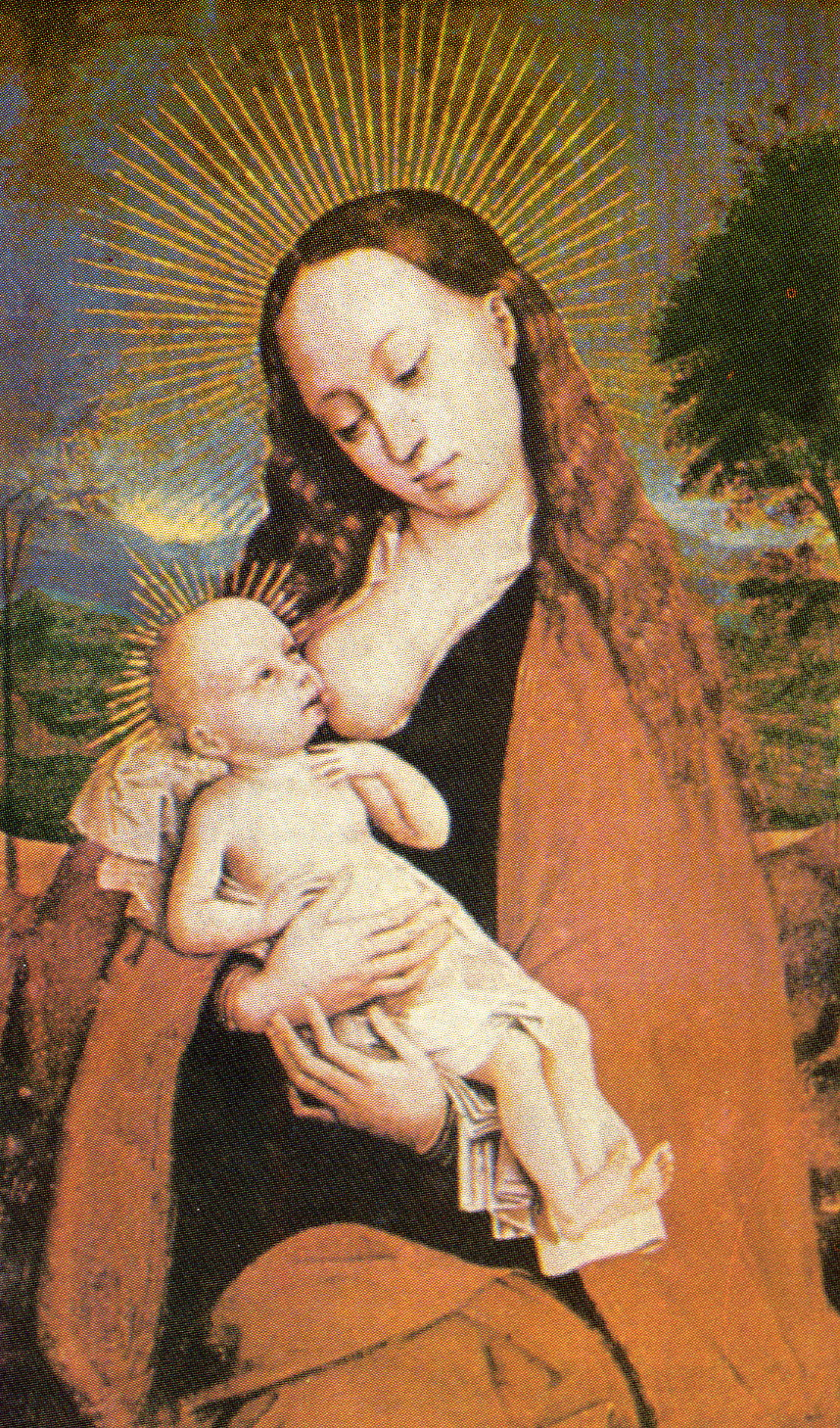
Het originele paneel, toegeschreven aan een navolger van Rogier van der Weyden
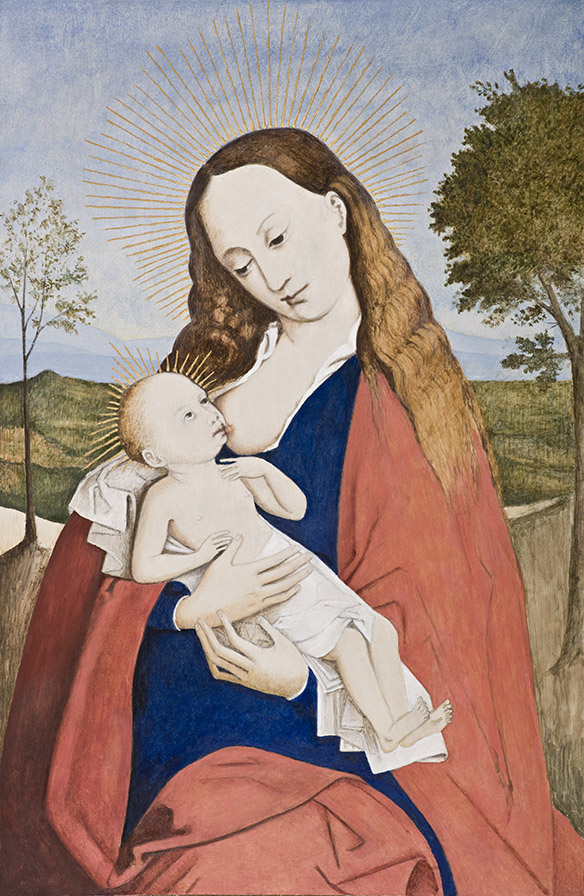
Kopie van het originele paneel